# Gustavia excelsa
Gustavia excelsa é uma espécie de lenhosa da família Lecythidaceae.
Apenas pode ser encontrada na Colômbia.